# Jean-François Ekofo Panzoko
Jean François Ekofo Panzoko (né le 12 octobre 1964 à Kinshasa) est un homme politique de la République démocratique du Congo.
Il est ministre des Petites et moyennes entreprises du gouvernement de la République Démocratique du Congo du gouvernement Gizenga depuis le 6 février 2007.